# Jean-Baptiste Rondelet

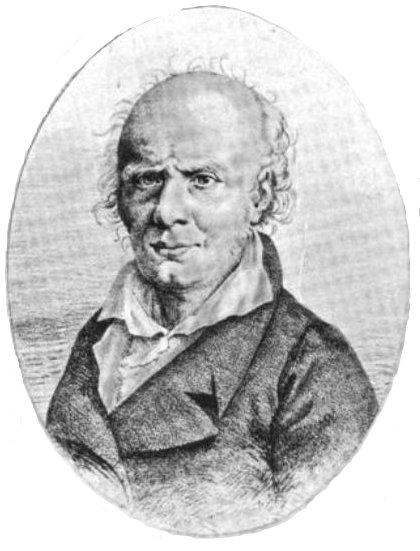
Jean-Baptiste Rondelet

Jean-Baptiste Rondelet (* 4. Juni 1743 in Lyon; † 26. September 1829 in Paris) war ein französischer Architekt und Architekturtheoretiker.

## Leben
Rondelet war Schüler von Jacques-Germain Soufflot und Jacques-François Blondel.
Rondelet hat am Bau der Église de Sainte-Geneviève in Paris, dem heutigen Panthéon mitgewirkt. Zuerst hat er unter Jacques-Germain Soufflot gearbeitet und mit dessen Tod 1780 die Bauarbeiten bis zur Fertigstellung im Jahr 1790 weitergeführt. Insbesondere zeichnet er für den abschließenden Bau der Tambourkuppel sowie spätere Instandsetzungsarbeiten zwischen 1806 und 1812 am Pantheon verantwortlich. Dafür hat er den Trägerbalken aus Eisenbeton erfunden, um so den Bau der großen Fassade zu ermöglichen. Um diese neue architektonische Idee zu verwirklichen, waren somit auch neue Techniken nötig. Gemeinsam mit Emiland-Marie Gauthey untersuchte er die eingetretenen Bauschäden mittels wissenschaftlich-technischer Methoden.
Als Lehrer wirkte Rondelet am Polytechnikum von Paris, wo er das Lehrfach Tiefbau einführte. Seit 1799 unterrichtete er auch an der Académie des Beaux-Arts. Seine besonderen Verdienste liegen auf dem Gebiet der Konstruktionslehre. Dabei verfasste er mathematische Lehrsätze für die statischen Berechnungen von Mauern und Gebäudestrukturen. Ferner gehen auf ihn frühe Versuche zu den Materialeigenschaften von Baustoffen zurück, beispielsweise deren Druckfestigkeit.
Er wurde 1814 von Ludwig XVIII. zum Mitglied der Ehrenlegion ernannt und wurde 1816 Mitglied der Académie des Beaux-Arts. Er war korrespondierendes Mitglied der Académie d’Arras.

## Werke (Auswahl)
- La science de la construction des édifices. 1785
- Traité théorique et pratique de l’art de bâtir. Hachette Livre, Paris 1802–1817, 5 Bde. in 7 Teilen; 2. Aufl. 1855 5 Bde.[4]
- Jean Baptiste Rondelet, C. H. Distelbarth, J. Hess: Theoretisch-praktische Anleitung zur Kunst zu bauen: in fünf Bänden; mit den 210 Kupfern der Pariser Original-Ausgabe. Karl Wilhelm Leßke, Leipzig, Darmstadt 1834
- Memoire sur la marine des Anciens et sur les navires a plusieurs rangs de rames. Panthéon, Paris 1820[5]